# Rhônexpress
A Rhônexpress egy expressz-villamos/tramtrain járat Lyon belvárosa, a Lyoni TGV vasútállomás és a Lyoni repülőtér között.

## Története
Ahhoz, hogy a lyoni villamos kijuthasson a reptérre, további 8,5 km-nyi új vágányt kellett lefektetni. A Rhônexpress a városon belül a villamos-síneket használja, elhagyva a várost tér rá az új építésű sínekre. A reptéri villamos 2010. augusztus 9.-én nyílt meg.

## Útvonal
A Rhônexpress a Lyoni villamoshálózat T3-as vonalának megállóinál áll meg, kiegészítve továbbá a városon kívül az alábbi megállókkal:
- Part-Dieu (B metróvonal)
- Vaulx-en-Velin (A metróvonal)
- Meyzieu Z.I.
- Lyon–Saint-Exupéry repülőtér

## Járművek
A vonalon hat Stadler Rail által gyártott Tango 12 sorozatú tram-train villamos közlekedik. A villamosokat a a berlini Wilhelmsruhban gyártották. A gördülőállományt pályázat utján választották ki, figyelembe véve a műszaki kritériumokat (sebesség 100 km/h-ig), a tartósságot, a biztonságot és a T3-as vonal infrastruktúrájának használatával való összeegyeztethetőséget, a gazdaságosságot (a forgalomhoz igazítható kapacitás) és a jövőbeli fejlődés kilátásai, valamint a kényelmet és az esztétikát. A Stadler Tango belső és külső mintáit az RCP Design Global készítette, amely már tervezett villamosokat Le Mans-ba, Angers-be és Párizsba is.

## Képek

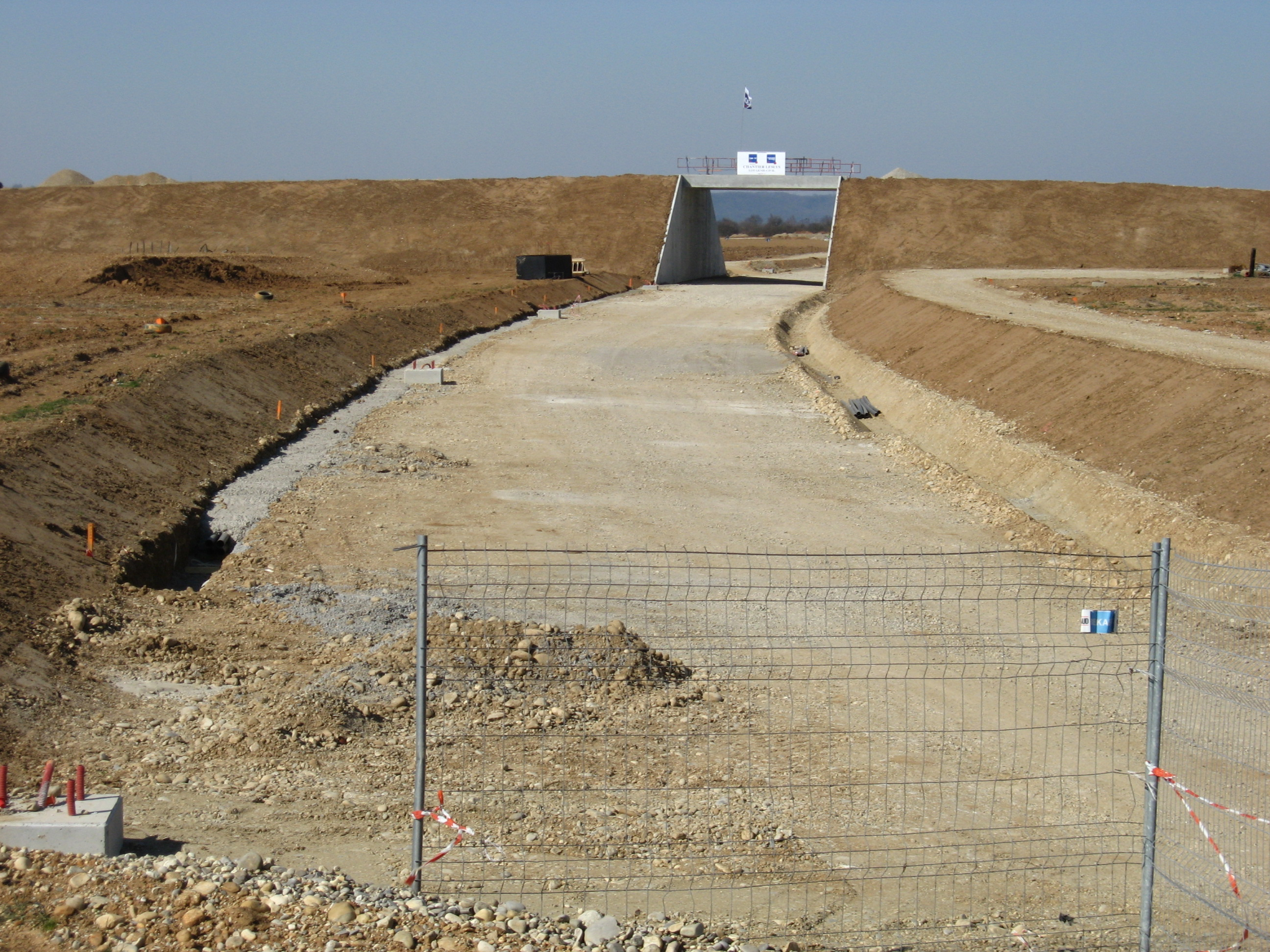
Az épülő pálya
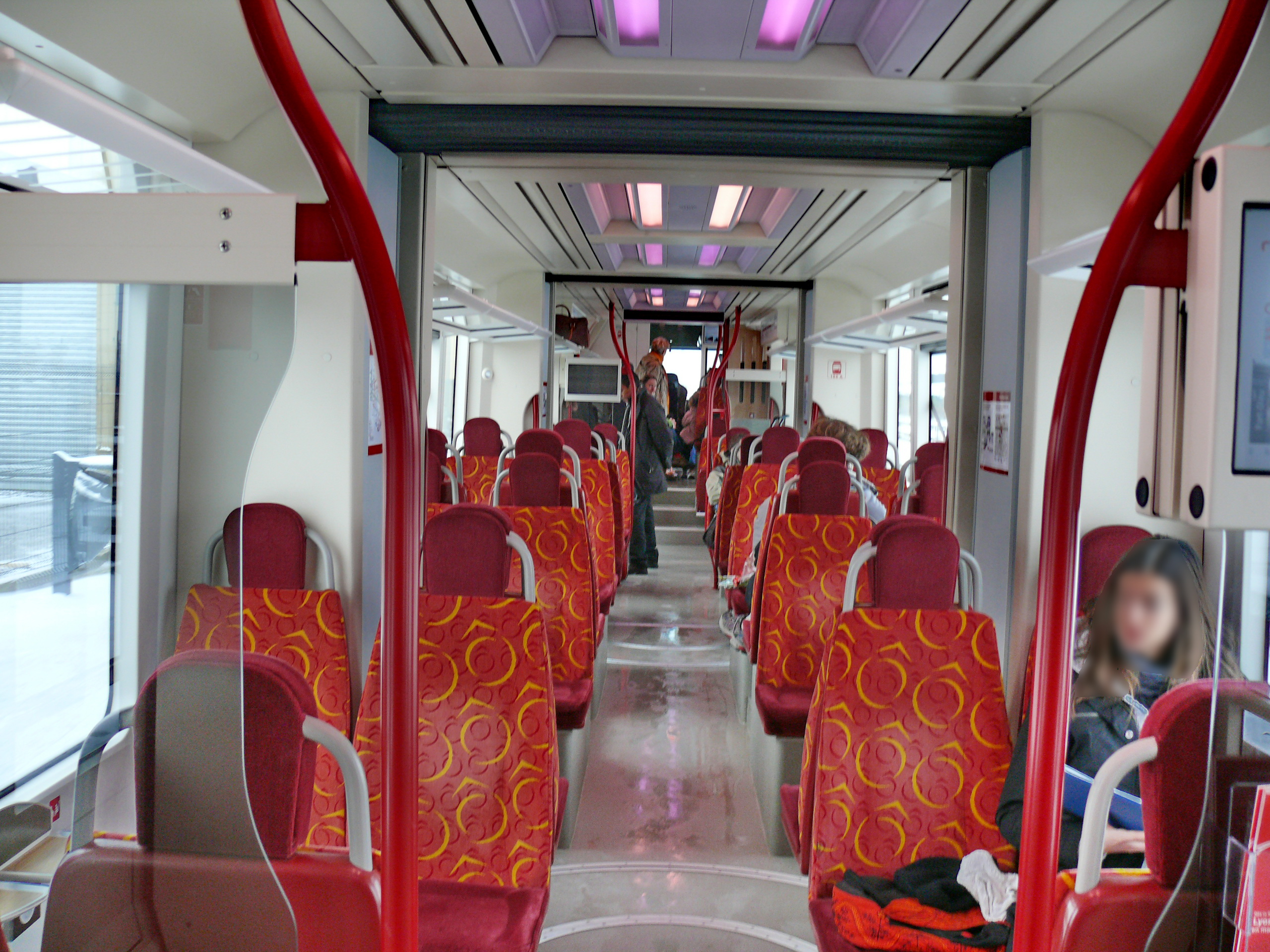
Utastér
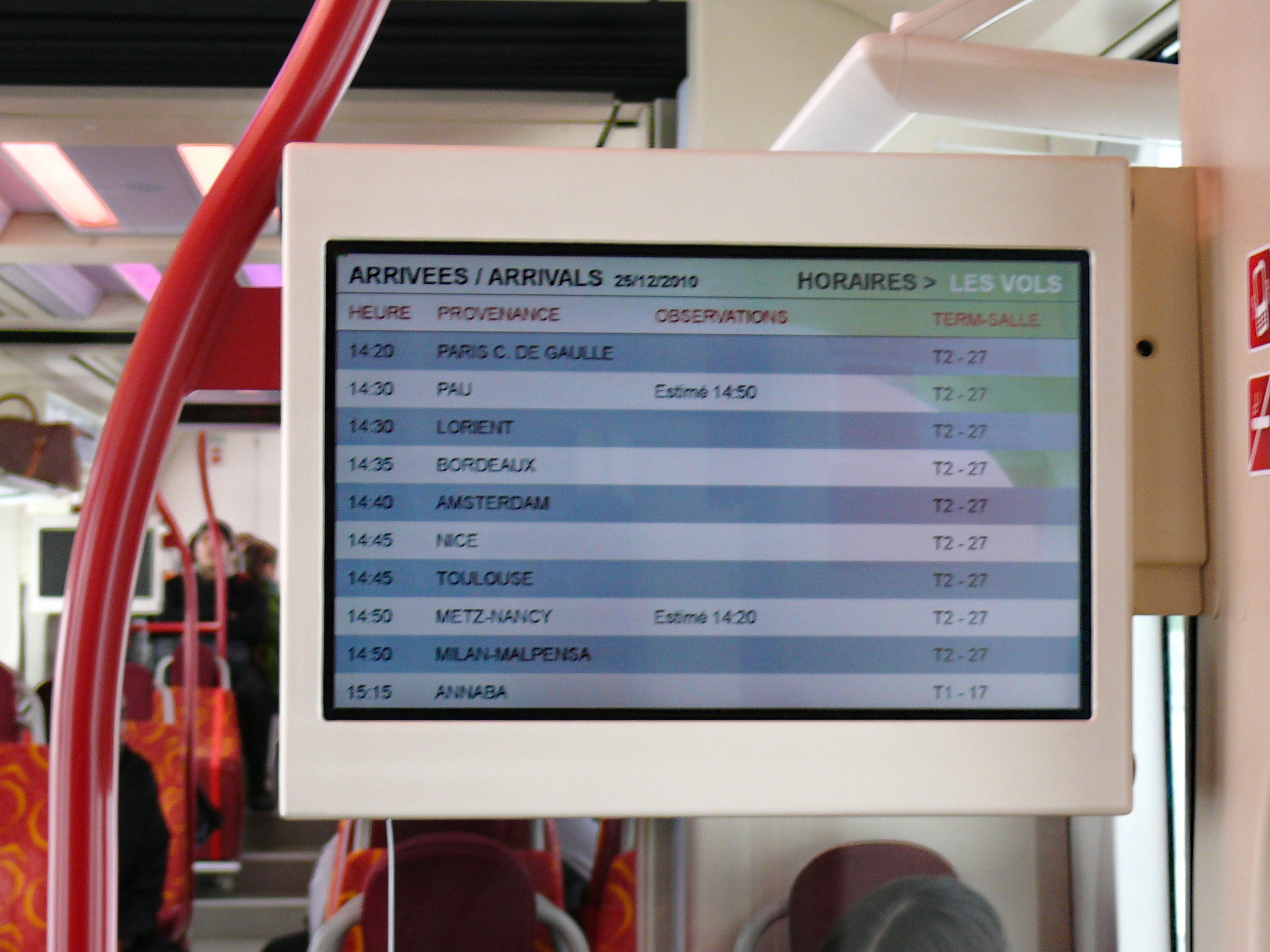
Utastájékoztató-kijelző
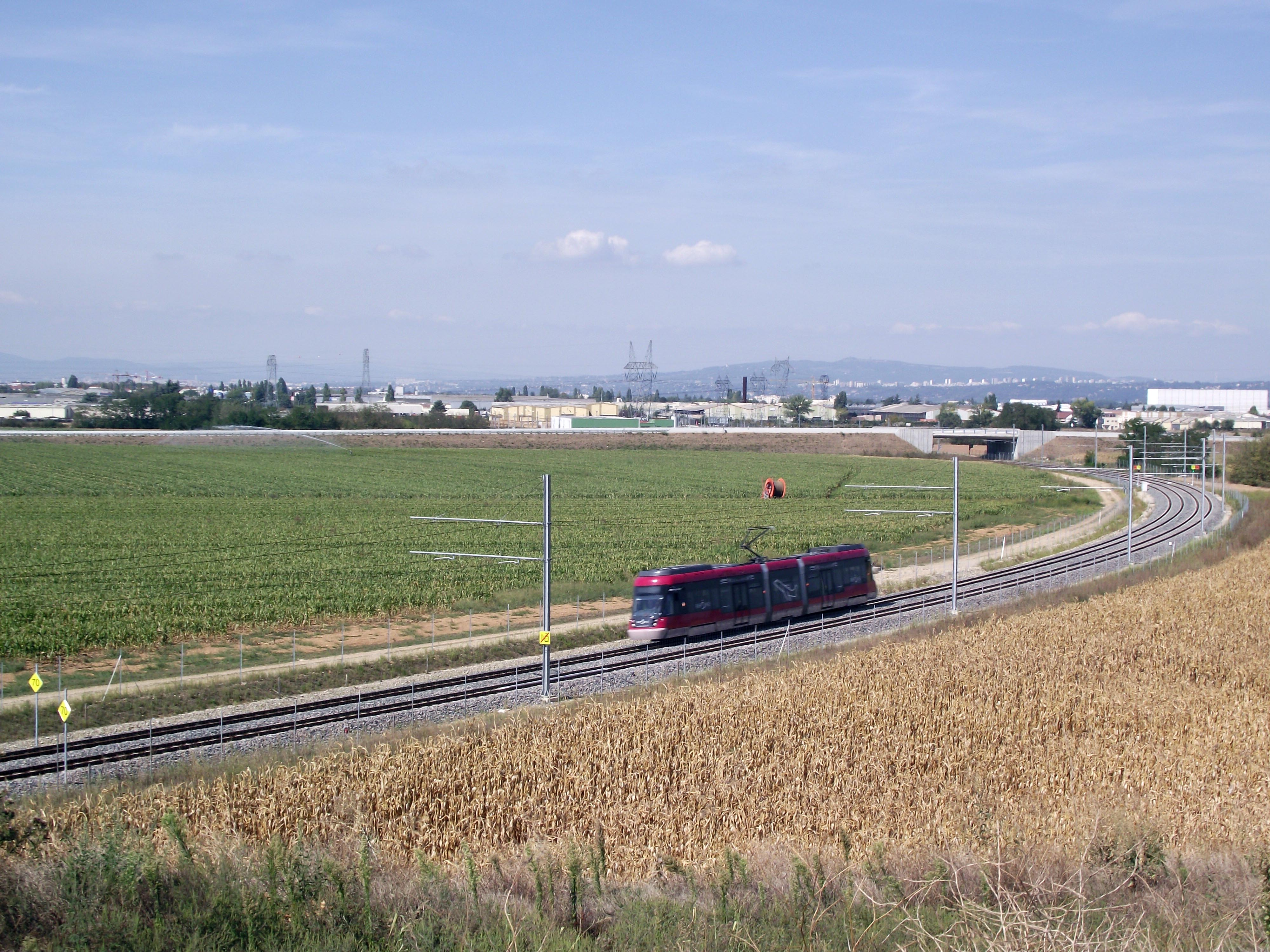
A városon kívül
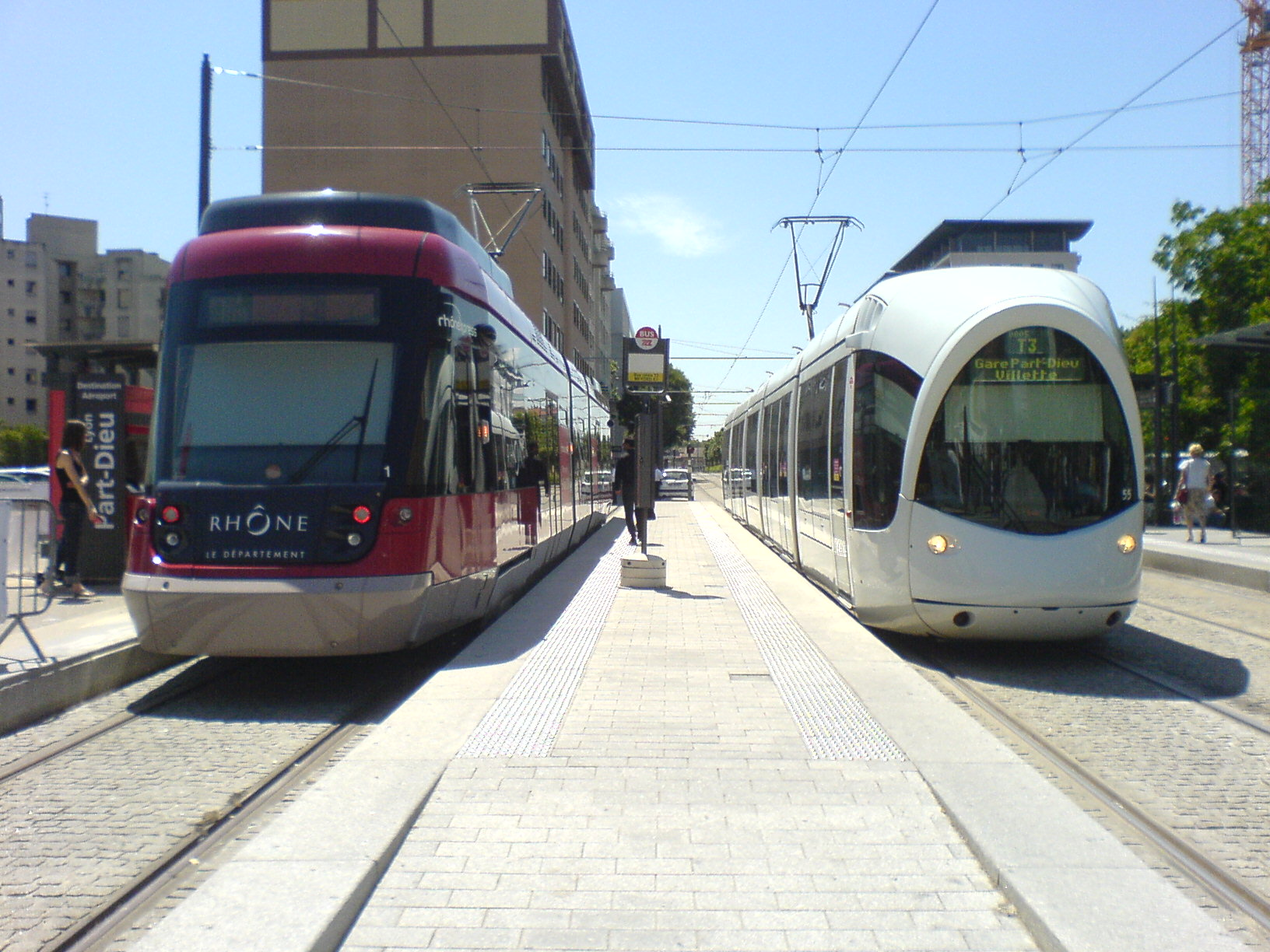
Közös együttállás a líoni villamossal

## Kritika
Többen kifogásolják, hogy a villamos az egyetlen módja a taxin kívül, hogy kijuthassunk a repülőtérre és meglehetősen drága rá a menetjegy. Késő este már csak félóránként közlekedik.